# Erica uysii
Erica uysii är en ljungväxtart som beskrevs av H. A. Baker. Erica uysii ingår i släktet klockljungssläktet, och familjen ljungväxter. Inga underarter finns listade i Catalogue of Life.